# Gillis Hooftman

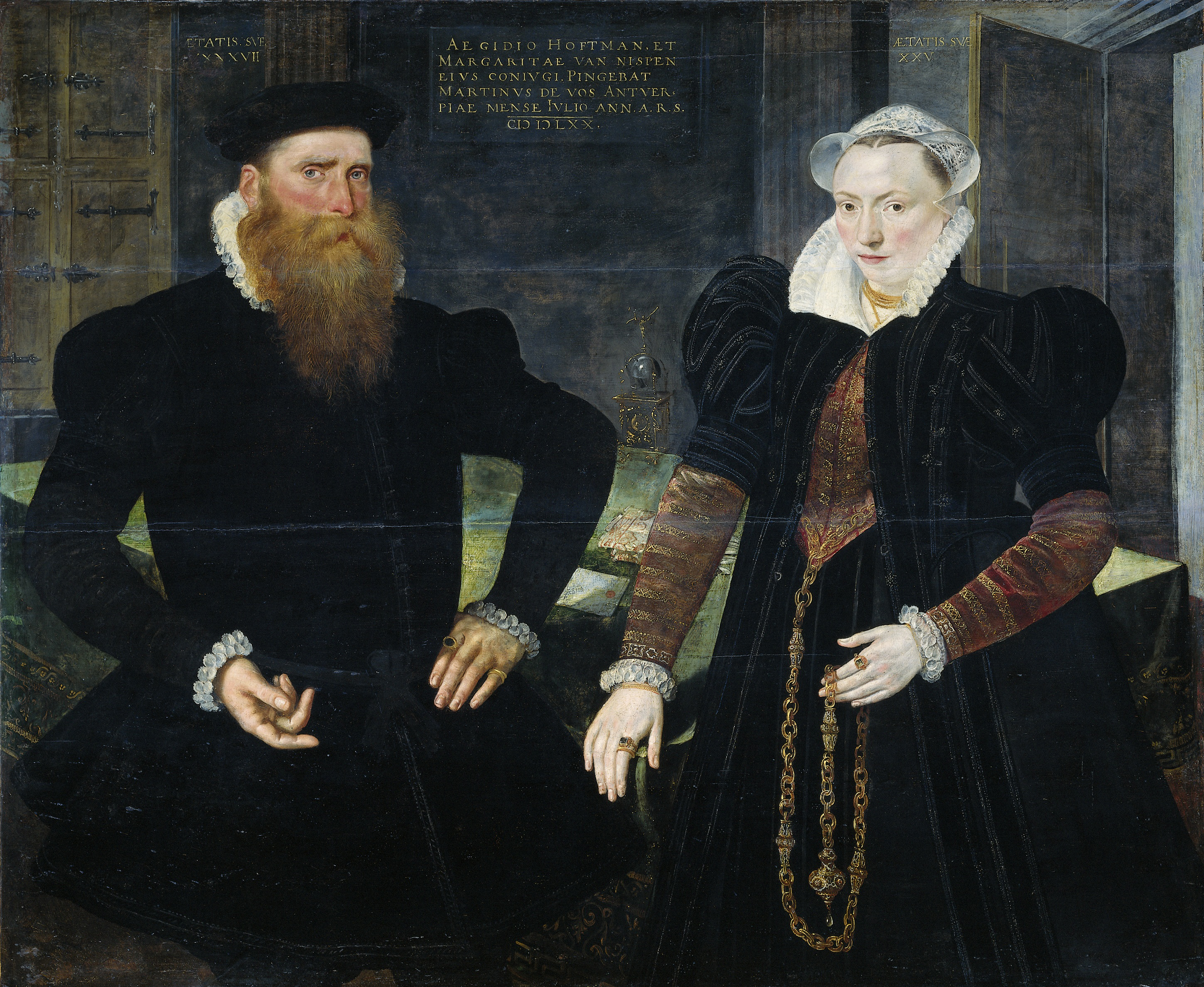
Gillis Hooftman und Margaretha von Nispen, Gemälde von Marten de Vos

Gillis Hooftman van Eyckelberg, in deutschsprachigen Quellen Ägidius Hauptmann, (* 1521 in Eupen; † 19. Januar 1581 in Antwerpen) war ein einflussreicher Kaufmann, Händler und Bankier sowie Reeder aus dem Herzogtum Limburg und zählte zu seiner Zeit zu den reichsten Bürgern Antwerpens, damals Handelszentrum der Spanischen Niederlande.

## Leben und Wirken
Gillis Hooftman war der Sohn von Erken (Arnold) Arnt Hauptmann († 1545), Meier des Lathofes im Eupener Ortsteil Stockem, und der Tryntgen (Katharina) Hoesch. Die Familie stammte ursprünglich aus dem Rheinland und nannte sich einst Eichelberg (limburgisch umgewandelt in: van Eyckelberg) und ist Namensgeber des Hauptmannslehens in Eupen-Stockem und der „Hauptmannssäulen“ im Hohen Venn, die zur Orientierung in der Moorlandschaft aufgestellt worden sind.
Im Jahr 1541, mit zwanzig Jahren, zog der bis dahin mittellose Hooftman nach Antwerpen, wo er zunächst als Kleinhändler in den Holzhandel einstieg. Bereits wenige Jahre später gründete er sein eigenes Handels- und Bankhaus, mit dem er in ganz Europa bekannt wurde. Dabei scharte Hooftman eine Gruppe fähiger junger Leute um sich, die er zumeist aus dem familiären Umfeld oder dem Eupener Freundeskreis rekrutierte. So gab er beispielsweise seinem Bruder Heinrich eine führende Stelle im Unternehmen und stellte 1554 mit Johan Radermacher aus Eupen einen jungen Mann ein, der vor allem als Humanist bekannt war, im Jahr 1567 eine Niederlassung von Hooftman in London übernahm und eine Nichte von ihm heiratete. Ferner berief Hooftman den Eupener Forstspezialisten Peter Panhaus († um 1597 in Stade) zu seinem Geschäftspartner für den internationalen Holzhandel und unterstützte den Walhorner Antonio Anselmo (1536–1611) beim Aufbau eines weltweiten Tuchhandels. Beide wurden später Hooftmans Schwiegersöhne und Anselmus Schöffe im Antwerpener Stadtrat.
Vor allem der Internationale Holzhandel wurde zum Erfolgsgarant des Handelshauses. Es entstanden Handelskontakte bis nach Russland und Hooftman war im Laufe der Zeit in der Lage, mehrere Handelsschiffe zu erwerben. Quellen schreiben von über 100 Schiffen, die Hooftman zu seinen besten Zeiten sein Eigen nennen konnte. Diese fuhren Häfen sowohl in der Ostsee und im Weißen Meer an, wo er Pionierarbeit für den niederländischen Handel leistete, als auch Häfen in Nordafrika. Im Jahr 1559 zählte Hooftman mittlerweile zu den reichsten Bürgern Antwerpens und wohnte anfangs in der Steenstraat in der Nähe der Stadtburg „Het Steen“. 1578 kaufte er das Quartier „Pulhof“ in Berchem und 1580 das Refugium der Abtei Afflighem in der Mattestraat. Im gleichen Jahr erwarb er ferner das zuvor von den spanischen Truppen belagerte und geplünderte Schloss Cleydael und wurde Grundherr von Cleydael und Aartselaar. Zwischenzeitlich stieg Hooftman in die lokale Politik ein und war viele Jahre Mitglied im Antwerpener Stadtrat.

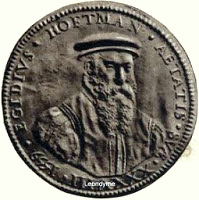
Medaille von Steven van Herwijck mit dem Porträt von Gillis Hooftman

Als Bankier und Finanzier unterstützte Hooftman mehrere bedeutende Personen seiner Zeit, deren Tätigkeit jeweils seinen beruflichen und privaten Vorstellungen entgegenkam. So finanzierte er 1570 die erste Herausgabe der Theatrum Orbis Terrarum von Abraham Ortelius, wobei es sich um die erste moderne und kommerziell erfolgreiche Sammlung von Landkarten in Buchform handelte (Den Begriff Atlas verwendete man damals noch nicht). 1580 sponserte Hooftman in gleicher Weise die erste Herausgabe der Nieuwe Onderwysinge op de principaelste puncten der Navigatie des Mathematikers Michel Coignet, eines Traktats, in dem dieser auf die Möglichkeit der Längenbestimmung auf See mittels mitgeführter Uhren hinwies. Ferner förderte Hooftman den Maler Marten de Vos, als dieser 1558 aus Italien nach Antwerpen zurückgekehrt war und sich eine neue Werkstatt einrichten musste. De Vos war zudem beauftragt worden, die Anwesen von Hooftman mit wertvollen Gemälden auszuschmücken und Porträts der Familie zu erstellen. 1559 entwarf außerdem der niederländische Künstler Steven van Herwijck eine Medaille mit dem Bildnis des 38-jährigen Gillis Hooftman, der zu jener Zeit in Antwerpen tätig war.
Ein wichtiges Anliegen für den überzeugten Calvinisten Hooftman war die Unterstützung religiöser Gruppen. So verkaufte er beispielsweise im Jahr 1566 zunächst etwa 200 hebräische Bibeln an die jüdische Gemeinde in Marokko und ließ weitere 400 bei dem Antwerpener Drucker Christoffel Plantijn in Auftrag geben. Als überzeugter Anhänger der protestantischen Reformen setzte er sich auf seine spezielle Art und Weise sowohl für den Freiheitskampf der Geusen gegen die Truppen des Herzogs von Alba als auch für Wilhelm von Oranien, den Führer im niederländischen Unabhängigkeitskrieg gegen Spanien, ein. Sowohl Gillis als auch sein Bruder Heinrich wurden daraufhin 1566 als staatsfeindliche Protestanten denunziert, doch während Heinrich emigrierte und sich anschließend seine Spur verlor, entschloss sich Gillis Hooftman den Anfeindungen standzuhalten. Nach außen hin leistete er dem spanischen König den Treueeid, ging auch regelmäßig zur Messe und zur Beichte und berücksichtigte die fleischlosen Tage. Ebenso belieferte er noch 1569 mit seiner Schiffsflotte Häfen in Spanien mit Waren und Gütern aus Antwerpen. Intern jedoch stattete er im Jahr 1572 mit Hilfe seiner Handelsschiffe die Bürger der Stadt Vlissingen mit Waffen und Munition aus und beabsichtigte auch, den Hafen der niederländischen Stadt Brielle nach der Eroberung durch die Wassergeusen zu einer stark befestigten Anlage auszubauen. Nach einem zerstörerischen Angriff der Spanier auf Antwerpen im Jahr 1576, auch Spanische Furie genannt und der anschließenden „Genter Pazifikation“, die von den Generalstaaten in Antwerpen unterschrieben worden war, gehörte Hooftman zu dem Gremium, das sich maßgeblich für den Wiederaufbau der Stadt einsetzte. Offenheit und Toleranz gegenüber unterschiedlichen Glaubensrichtungen zeigte sich in seinem Testament, in dem er verfügte, dass nach seinem Tod 50.000 Dukaten gleichmäßig unter den Armen der Stadt unabhängig von ihrer Konfession zu verteilen seien.
Gillis Hooftman verstarb am 19. Januar 1581 in Antwerpen und wurde ebenso wie später seine Frau in der Grote Kerk in Den Haag begraben.

## Familie
Gillis Hooftman war dreimal verheiratet, zunächst mit der früh verstorbenen Maria Petitpas, mit er keine Kinder hatte. Anschließend heiratete er Anna van Achterhout, Tochter seines Bruders Heinrich und dessen 1562 verstorbener Ehefrau Jeanne Ysebourts, die ihm vier Kinder gebar. Schließlich ehelichte Hooftman am 14. Februar 1568 in der Antwerpener Kathedrale, Margaretha van Nispen (1545–1598), eine Schwester des Schwagers von Peter Paul Rubens. Aus dieser Ehe erwuchsen sieben Kinder, die beim Tod des Vaters alle noch minderjährig waren. 1570 entstand das Ölgemälde von Marten de Vos, welches das Ehepaar Hooftman-Nispen darstellt und im Rijksmuseum Amsterdam ausgestellt ist.
Der erstgeborene und gleichnamige Sohn von Gillis Hooftman aus der zweiten Ehe folgte seinem Vater im Stadtrat nach und war von 1582 bis 1584 Schöffe in Antwerpen sowie 1584 Abgeordneter der Generalstaaten in Delft, wo sich zu jener Zeit die Residenz von Wilhelm von Oranien befand. Zugleich war er Vormund und Testamentvollstrecker seiner noch unmündigen Halb-Geschwister aus der dritten Ehe des Vaters. Nach der Kapitulation Antwerpens im Jahr 1585, auf Grund der alle Protestanten die Stadt verlassen mussten, verließ Gillis der Jüngere zusammen mit seinem Bruder Heinrich († um 1631) die Stadt und zog nach Bremen, wo er 1598 verstarb. Sein Sohn Albert (* 1594 in Bremen; † 1655 in Groningen) zog später wieder nach Holland, bekleidete dort hohe Staatsämter und war unter anderem viele Jahre Bürgermeister der Stadt Groningen. Gillis’ Bruder Heinrich kam um 1588 wieder nach Antwerpen zurück, um die Geschäfte und Güter seines Vaters zu verwalten. Wirtschaftliche Schwierigkeiten führten jedoch dazu, dass er in den folgenden Jahren die Hälfte seines immer noch großen Vermögens verlor und 1614 unter anderem das Schloss Cleydael verkaufen musste.

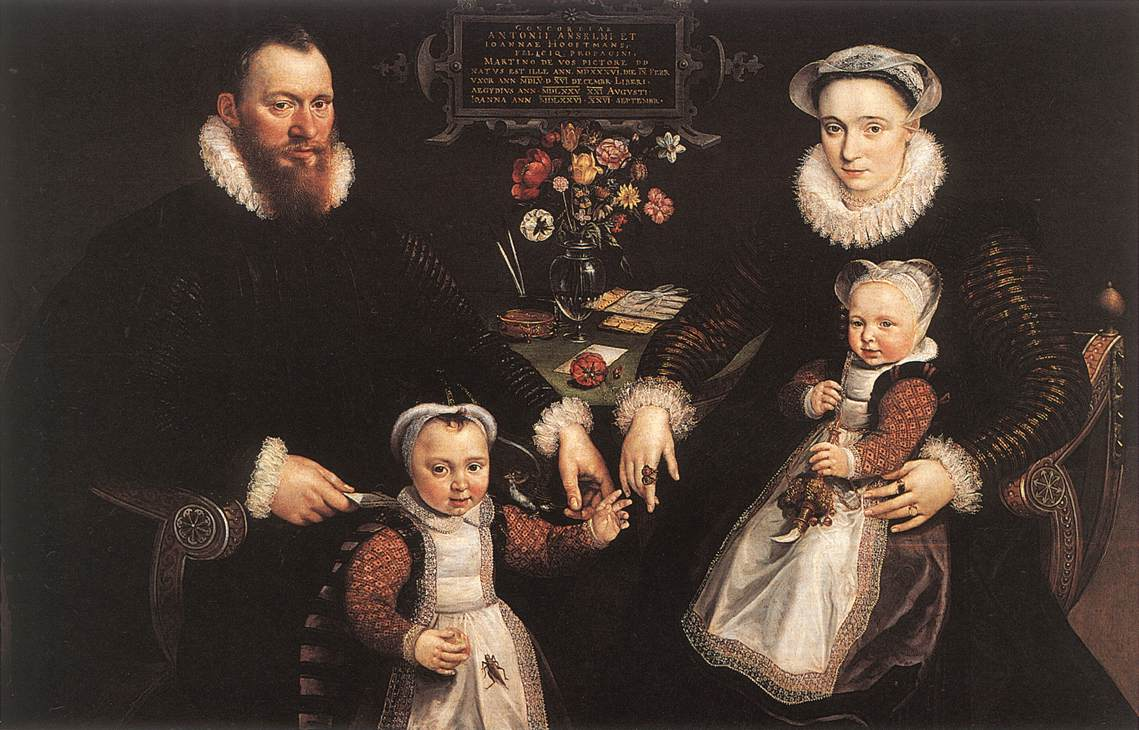
Johanna Hooftman mit Antonio Anselmo und zwei Kindern; Gemälde von Marten de Vos

Seine Schwester Johanna heiratete den oben erwähnten Tuchhändler Antonio Anselmo. Die Porträts des Ehepaares wurden ebenfalls gemalt von Marten de Vos und befinden sich in den Königlichen Museen der Schönen Künste in Brüssel.
Von den Söhnen aus der dritten Ehe wurden sowohl Corneille († 1632) als auch Gillis Hooftman-Nispen, die beide als Zusatz den Namen ihrer Mutter angenommen hatten, zu Rittern geschlagen. Deren Schwester Anne (1565–1624) heiratete in erster Ehe den Finanzier und Diplomaten Sir Horatio Palavicino (1540–1600) und anschließend den Politiker Sir Oliver Cromwell († 1655), einen Onkel des gleichnamigen Lordprotektors von England, Schottland und Irland, Oliver Cromwell. Ihre Schwestern Margaretha und Beatrix vermählten sich mit einflussreichen Personen des niederländischen Adels.